# Der Süden
Der Süden (el sur) ist eine Erzählung des argentinischen Schriftstellers Jorge Luis Borges, die zuerst 1953 in der Tageszeitung La Nación und schließlich 1956 in der zweiten Auflage des Erzählbands „Fiktionen“ (Ficciones) erschienen ist.

## Inhalt
Der Bibliothekar Juan Dahlmann hat deutsche und argentinische Wurzeln. Besonders stolz ist er jedoch auf seine argentinischen Vorfahren mütterlicherseits. Zu den verschiedenen Erbstücken, die ihm von seinen Ahnen überlassen wurden, zählt unter anderem eine Farm, die Dahlmann jedoch noch nie aufgesucht hat.
Im Februar 1939 ersteht Dahlmann ein Exemplar von Tausendundeine Nacht. Erpicht darauf, das Buch so schnell wie möglich begutachten zu können, rennt er die Treppe zu seiner Wohnung hinauf und stößt sich dabei den Kopf an einem frisch gestrichenen Fensterflügel. Er zieht sich so eine Blutvergiftung zu und muss schließlich in ein Krankenhaus eingewiesen werden, wo er sich dem Tode nahe wähnt.
Nach einigen Tagen wird Dahlmann entlassen. Er entschließt sich, seine Farm zu besuchen, um sich dort zu erholen. Auf dem Land angekommen, geht er als erstes in ein Restaurant, wo er beginnt, die „Geschichten aus Tausendundeiner Nacht“ zu lesen. Dahlmann gegenüber sitzen drei betrunkene Landarbeiter. Sie bewerfen ihn mit Brotkrumen. Dahlmann ignoriert dies zunächst. Doch die Betrunkenen lassen nicht locker und bewerfen ihn erneut. Schließlich stellt Dahlmann sich den Störenfrieden entgegen. Als einer der Landarbeiter sein Messer zieht, wirft ein alter Gaucho Dahlmann einen Dolch zu. Trotz der Beschwichtigungsversuche des Restaurantbesitzers und wissend, dass er, der noch nie mit einem Messer gekämpft hat, keine Chance besitzt, verlässt Dahlmann das Lokal, um sich zu duellieren.

## Interpretation
Das Werk ist, wie für Borges üblich, sehr surreal. Ein Grund hierfür ist die Fokalisierung, welche sich mehrfach ändert. Borges spielt mit der sehr unüblichen Methode, dass er alle drei Typen der Fokalisierung abwechselnd verwendet und somit ein Unbehagen beim Leser auslöst. Zudem sorgt die Erzählsituation des unzuverlässigen Erzählers zusätzlich für Verwirrung. Die Erzählung ist vom Autor gekonnt problematisch konzipiert, sodass die Geschichte keine eindeutige Auflösung haben kann. Dementsprechend gibt es auch mehrere Interpretationsversuche dieser Erzählung. So lautet eine, dass der Protagonist Dahlmann bereits im Krankenhaus an der Blutvergiftung gestorben sei, und dass sich jeglicher weiterer Handlungsverlauf nur noch im Jenseits abspiele. Eine andere wiederum behauptet, dass sich Dahlmann nur im Delirium befinde und das Duell ein Symbol mit für den Kampf um Leben und Tod gegen seine Krankheit darstelle.

## Film
1990 nahm Carlos Saura die Erzählung als Vorlage für einen 55-minütigen Film der spanischen TV-Serie Los Cuentos de Borges.